# La Mondiale
La Mondiale is een Belgisch historisch merk van motorfietsen.
De volledige bedrijfsnaam was: Morel & de Nève, later Anciens Etablissements Fondu, Vilvoorde en SA des Constructeurs Méchaniques Mondiale. Er werden van 1923 tot 1934 motorfietsen geproduceerd.

## Voorgeschiedenis
Het bedrijf was opgericht door de Franse gebroeders Georges en Eugène Morel. Zij produceerden in Amsterdam van ca. 1910 tot 1920 chassis' voor het Nederlandse Spyker. Toen Spyker rond 1915 vliegtuigen ging produceren waren de gebroeders Morel hier nauw bij betrokken. Rond 1920 vertrokken ze echter naar Brussel om er motorfietsen te gaan produceren samen met hun zakelijk partner de Nève.

## Motorfietsen
In 1923 verscheen het eerste prototype op het Salon van Brussel. La Mondiale was een van de eerste merken dat frames van geperste plaat gebruikte. De technische delen werden vrijwel geheel aan het oog onttrokken door plaatwerk en ook de voorvork was van driehoekige profielen gemaakt. Dit model "De Luxe" was meteen ook leverbaar als damesmotorfiets, met een lage instap en een "zetel" in plaats van het zadel. Het motorblok was in eigen huis ontwikkeld: een 308cc-eencilindertweetakt die ondersteboven gemonteerd was. Ook de aandrijflijn was apart: op het vliegwiel was een soort "koppeling" gemonteerd die in vijf standen vastgezet kon worden. Hierdoor ontstonden vijf versnellingen.

### Fondu
In 1925 werd het bedrijf overgenomen door Fondu, waarbij de gebroeders Morel tot 1931 als hoofdtechnici bleven werken. Het bedrijf verhuisde aldus naar Vilvoorde. Fondu bracht 3 types uit: Luxe, Sport en toerisme. Ze hadden 350cc-Blackburne- of JAP-zijklepmotoren, de toerisme had een 350cc-Villiers-tweetakt. In 1927 kwamen er 500cc-typen, in 1928 werd er een Villiers-tweecilinder en een Chaise-OHC-motor gebruikt.

### Blavier
In 1928, na een fusie met S.A. Outillage et Machines-Outils Blavier ontstond de S.A. des Constructeurs Méchaniques Mondial. Het bedrijf kwam onder leiding van Tony Blavier en Jean Lambrette. Blavier gebruikte de eigen 308cc-tweetaktmotoren die ondersteboven in het frame gemonteerd waren. De voetsteunen vormden tevens de uitlaten en de benzinetank zat onder het zadel. In 1929 kwam het starre meer "open" starre plaatframe, dat vanaf dat moment voor alle modellen gebruikt zou worden. Er werden er al minder machines geproduceerd, in 1930 dienden de crisisjaren zich al aan.
Men bouwde in 1932 nog een lichte 150cc-tweetakt met Villiers-blok. Alle viertakten (350, 500 en 600 cc) kwamen van Sturmey-Archer. In 1933 kwam het laatste model: een goedkope 350cc-tweetakt. In 1934 werden nog 350cc-kopklepers van Sturmey-Archer ingebouwd, maar in hetzelfde jaar eindigde de productie.
Mondiale bestaat nog steeds en is gevestigd in Zele (Belgium). Tegenwoordig verkoopt men gebruikte en nieuwe Mondiale metaalbewerkingsmachines.